# Goodie Mob
Goodie Mob ist eine Hip-Hop-Gruppe aus Atlanta, bestehend aus den Rappern Big Gipp, Khujo, T-Mo und CeeLo Green. Sie ist Teil der Dungeon Family. In dem Song Fighting erklärt Green die Bedeutung des Gruppennamens: „‚Goodie Mob‘ means, ‚The Good Die Mostly Over Bullshit‘ / You take away one ‚O‘ and it will let you know /‚God is Every Man of Blackness‘“.

## Geschichte
Das erste Mal war das Quartett 1994 als „The Goodie Mob“ auf dem OutKast-Debütalbum „Southernplayalisticadillacmuzik“ zu hören. Infolgedessen veröffentlichten sie ein Jahr später Soul Food, dessen Song Dirty South als Namensgeber eines ganzen Genres wurde. Da der kommerzielle Erfolg nach dem zweiten Album Still Standing ausblieb, entschied die Gruppe sich auf ihrem kurz darauffolgenden Album World Party zu einem kommerzielleren, clubtauglichen Sound mit dazu passenden Texten, der aber sowohl ihre alten Fans abschreckte, als auch es nicht schaffte, neue zu gewinnen. Eine weitere Folge dieser neuen Ausrichtung war, dass CeeLo Green die Gruppe verließ, um eine Solokarriere zu starten und später als eine Hälfte von Gnarls Barkley internationale Popularität zu erlangen.
2001 waren die Mitglieder von Goodie Mob auf einigen Songs des Albums Even in Darkness der Dungeon Family, der unter anderem noch OutKast und Organized Noize angehören, zu hören. Im folgenden Jahr wurde Khujo in einen Autounfall verwickelt, infolge dessen sein rechtes Bein amputiert werden musste. 2004 veröffentlichte die Gruppe ihr bislang letztes Album, One Monkey Don't Stop No Show, allerdings nur noch zu dritt. Obwohl es sich inhaltlich wieder mehr auf die älteren Alben bezog, war es erneut ein kommerzieller Misserfolg. In der Folge verließ auch Big Gipp die Gruppe. T-Mo und Khujo arbeiteten als The Lumberjacks, welche sie schon vor Goodie Mob gegründet hatten, weiter und veröffentlichten 2005 das crunkige Livin' Life as Lumberjacks. Big Gipp tat sich hingegen mit Ali aus der St.-Lunatics-Rapposse von Nelly zusammen und veröffentlichte mit ihm das Album Kinfolk. T-Mo hat zudem als Letzter des Quartetts ein Soloalbum veröffentlicht.
Die Goodie-Mob-Mitglieder sind außerhalb der Dungeon Family auch auf Alben anderer bekannter Künstler wie zum Beispiel P. Diddy, Nelly, The Outlawz, Lil Jon, den Ying Yang Twins und RZA zu hören.
Bereits seit 2005 wurden Meldungen bekannt, dass sich Goodie Mob wieder vereint haben solle und zu viert ein neues Album veröffentlichen wolle. Am 1. Oktober 2006 gaben sie dies nach einer Gnarls-Barkley-Show offiziell bekannt.

## Diskografie

### Studioalben
| Jahr | Titel                         | Höchstplatzierung, Gesamtwochen, AuszeichnungChartsChartplatzierungen (Jahr, Titel, Platzierungen, Wochen, Auszeichnungen, Anmerkungen) | Anmerkungen                             |
| Jahr | Titel                         | US | Anmerkungen                             |
| ---- | ----------------------------- | --- | --------------------------------------- |
| 1995 | Soul Food                     | US45 Gold · (29 Wo.)US | Erstveröffentlichung: November 1995     |
| 1998 | Still Standing                | US6 Gold · (20 Wo.)US | Erstveröffentlichung: 7. April 1998     |
| 1999 | World Party                   | US48 Gold · (12 Wo.)US | Erstveröffentlichung: 21. Dezember 1999 |
| 2004 | One Monkey Don’t Stop No Show | US85 (2 Wo.)US | Erstveröffentlichung: 29. Juni 2004     |
| 2013 | Age Against The Machine       | US30 (5 Wo.)US | Erstveröffentlichung: 29. August 2013   |
| 2020 | Survival Kit                  | — | Erstveröffentlichung: 13. November 2020 |

### Kompilationen
- 2003: Dirty South Classics (Erstveröffentlichung: 16. Dezember 2003)

### Singles
| Jahr | Titel Album                         | Höchstplatzierung, Gesamtwochen, AuszeichnungChartsChartplatzierungen (Jahr, Titel, Album, Platzierungen, Wochen, Auszeichnungen, Anmerkungen) | Anmerkungen                                   |
| Jahr | Titel Album                         | US | Anmerkungen                                   |
| ---- | ----------------------------------- | --- | --------------------------------------------- |
| 1995 | Cell Therapy Soul Food              | US39 (20 Wo.)US | Erstveröffentlichung: 2. Oktober 1995         |
| 1996 | Soul Food                           | US64 (9 Wo.)US | Erstveröffentlichung: März 1996               |
| 1996 | Dirty South Soul Food               | US92 (3 Wo.)US | Erstveröffentlichung: August 1996             |
| 1998 | Black Ice (Sky High) Still Standing | US50 (15 Wo.)US | Erstveröffentlichung: Juni 1998 feat. OutKast |
| 2000 | What It Ain’t World Party           | — | Erstveröffentlichung: 2000 feat. TLC          |

### Als Gastmusiker
| Jahr | Titel Album                                  | Höchstplatzierung, Gesamtwochen, AuszeichnungChartsChartplatzierungen (Jahr, Titel, Album, Platzierungen, Wochen, Auszeichnungen, Anmerkungen) | Anmerkungen |
| Jahr | Titel Album                                  | US | Anmerkungen |
| ---- | -------------------------------------------- | --- | ----------- |
| 1999 | Watch For The Hook East Point’s Greatest Hit | US73 (10 Wo.)US |             |